# Kompleks młyński Michla w Warszawie

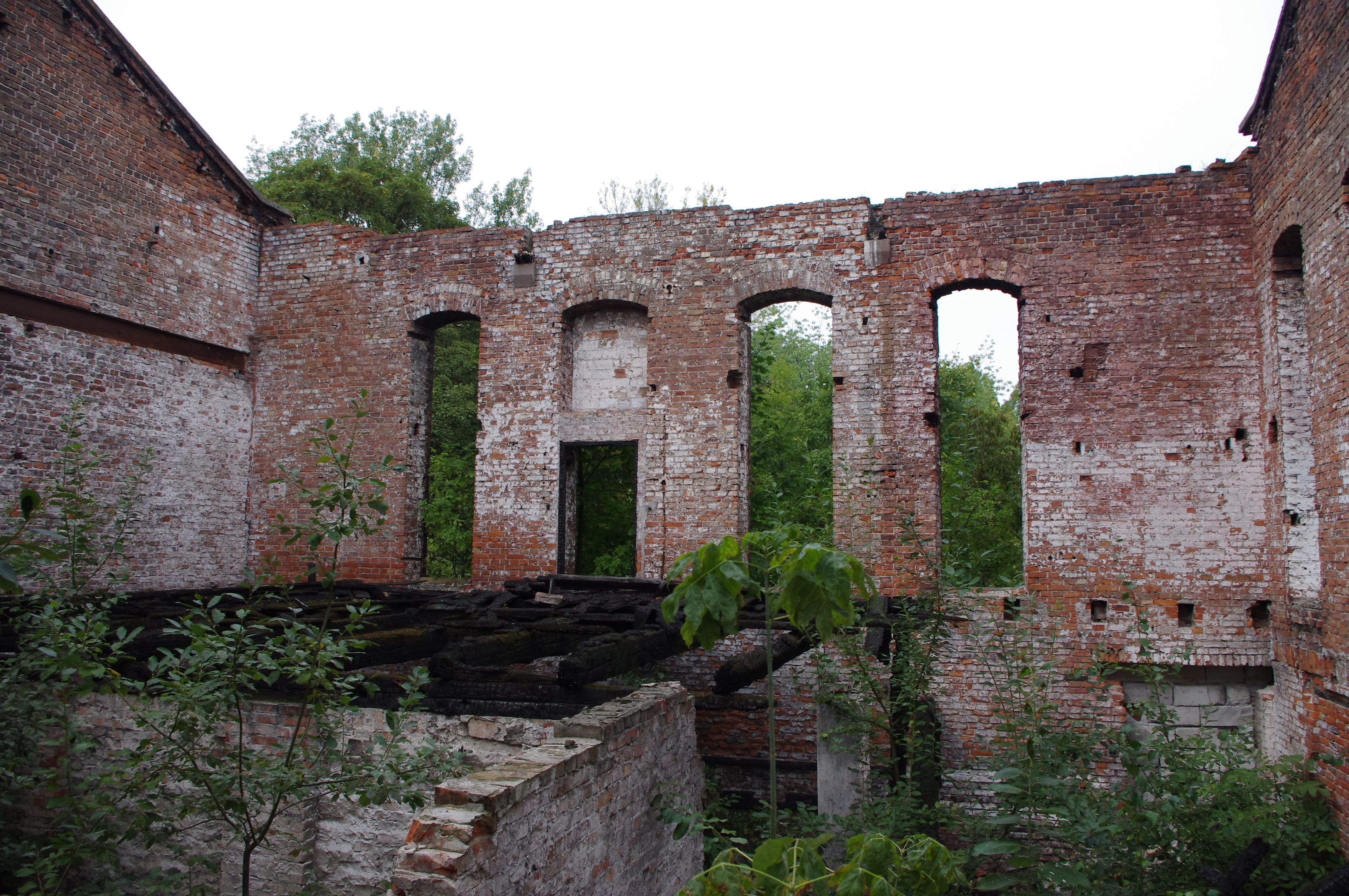
Młyn zbożowy z 1899 roku (2012)

Kompleks młyński Michla – dawny kompleks produkcyjny znajdujący się przy ul. Objazdowej 2 w warszawskiej dzielnicy Pragi-Północ (Szmulowizna), składający się z młyna parowego, spichrza i portierni. Od roku 2010 obiekt znajduje się w rejestrze zabytków.

## Historia
Nieruchomość była własnością Towarzystwa Akcyjnego „Warszawski Młyn Parowy” należącego do Ludwika Michla. Produkowano tam kaszę jęczmienną i krupę perłową.
Przedsiębiorstwo zmieniało właścicieli. Przed I wojną światową głównym akcjonariuszem był Karol Michler, a w okresie międzywojennym żydowski przedsiębiorca Fiszler Bankier. Produkowano m.in. mąkę pszenną i żytnią, otręby, kaszę jęczmienną i jaglaną oraz płatki owsiane. Do młyna prowadziła bocznica kolejowa z pobliskiego Dworca Wschodniego.
W czasie II wojny światowej w wyniku ostrzału artyleryjskiego spłonęła najwyższa kondygnacja spichlerza.
Do lat 80. XX wieku z obiektów dawnego przedsiębiorstwa Ludwika Michla korzystało Stołeczne Przedsiębiorstwo Handlowo-Usługowe „Agred”, po nim zaś WSS Społem, które opuściło nieruchomość w latach 90. XX wieku.
W ostatnich latach w niezabezpieczonych w budynkach koczowali bezdomni, a także teren systematycznie był rozkradany przez złomiarzy. W 2006 doszło do pożaru, z którego zachował się jedynie budynek spichlerza i młyna.
Kompleks jest unikatem w skali Warszawy, będąc jednym z ostatnich zachowanych obiektów przemysłowych z przełomu XIX i XX wieku, reliktem architektury przemysłu spożywczego.

## Zabytek
W 2010 spichlerz został wpisany do rejestru zabytków.
Przez teren dawnego kompleksu przemysłowego Michla według planów władz miasta miała przebiegać Trasa Świętokrzyska i część obwodnicy Śródmieścia. Staraniem mieszkańców Szmulek i Michałowa zjednoczonych wokół Praskiego Stowarzyszenia Mieszkańców „Michałów” i Fundacji Hereditas, którzy interweniowali u konserwatora zabytków, teren spichrza wraz z otoczeniem został wpisany do wojewódzkiego rejestru zabytków. Wpisu dokonała 9 lutego 2010 r. Barbara Jezierska - Mazowiecki Wojewódzki Konserwator Zabytków. pod nr A-967.
Po wpisaniu budynku spichlerza do rejestru zabytków został on prowizorycznie zabezpieczony poprzez zamurowanie okien, umieszczenie tablic informacyjnych o zagrożeniu budowlanym i ogrodzenie terenu.

## Projekt rewitalizacyjny
W 2008 roku architekt Karol Langie wspólnie z Praskim Stowarzyszeniem Mieszkańców „Michałów” proponowali projekt ośrodka kulturalno-sportowego obejmującego także teren dawnego przedsiębiorstwa Ludwika Michla, zakładający rewitalizację spichrza oraz młyna i przekształcenie ich w lokalne centrum kultury. W planowanej sali wielofunkcyjnej miały by się odbywać odczyty, koncerty i spektakle. Zakładano także powstanie mediateki, przedszkola, sali do gier towarzyskich oraz studia muzycznego. W sąsiedztwie znajdować by się miały: klub, kawiarnia, amfiteatr oraz plac zabaw dla młodzieży (parkour, skatepark, minilunapark).
Plan pozostał jedynie w sferze projektu.